# Lawrence Demmy
Lawrence Demmy (Manchester, 1931 – Kingston upon Hull, 9 dicembre 2016) è stato un danzatore su ghiaccio britannico. Insieme a Jean Westwood ha vinto quattro volte il Campionato del mondo fra il 1952 e il 1955 e due volte il Campionato europeo nel 1954 e nel 1955 nella Danza su ghiaccio.

## Palmarès
(con Jean Westwood)
| Evento                          | 1951 | 1952 | 1953 | 1954 | 1955 |
| ------------------------------- | ---- | ---- | ---- | ---- | ---- |
| Campionati mondiali             | 1°*  | 1°   | 1°   | 1°   | 1°   |
| Campionati europei              |      |      |      | 1°   | 1°   |
| Campionati nazionali britannici | 2°   | 2°   | 1°   | 1°   | 1°   |

*Nel 1951 la gara di danza su ghiaccio è stata inclusa nel Campionato del mondo come evento dimostrativo.